# Alphie McCourt
Alphonsus Joseph "Alphie" McCourt (29 de julio de 1940 - 2 de julio de 2016) fue un escritor irlandés-estadounidense. Era el hermano menor de Frank McCourt.

## Primeros años de vida
Alphie McCourt nació en Limerick, Irlanda, el 29 de julio de 1940, el hijo menor de Malachy McCourt (1901-1985) y Angela Sheehan (1908-1981).

## Escritura
Siguiendo los pasos de sus hermanos mayores Frank McCourt y Malachy McCourt, Alphie publicó sus propias memorias A Long Stone's Throw en 2008. El libro fue bien recibido. Había publicado artículos en The Washington Post, The Villager y The Limerick Leader antes de escribir sus memorias.

## Muerte
Murió el 29 de julio de 2016, 27 días antes de cumplir 76 años. Su hermano Michael murió en septiembre, nueve meses antes, y le sobrevivió su hermano Malachy.